# كوستاس فازيلياديس
كوستاس فازيلياديس (باليونانية: Κώστας Βασιλειάδης)‏ مواليد 15 مارس 1984، هو لاعب كرة سلة يوناني ويحمل الرقم 7. يبلغ طوله 6 قدم 7 بوصة (2.0 م).

## فرق لعب لها
- نادي أولمبياكوس لكرة السلة
- أوبرادويرو لكرة السلة
- بلباو باسكت

## روابط خارجية
- كوستاس فازيلياديس على موقع الاتحاد الدولي لكرة السلة (الإنجليزية)
- كوستاس فازيلياديس على موقع الدوري الأوروبي لكرة السلة (الإنجليزية)
- كوستاس فازيلياديس على موقع الدوري الإسباني لكرة السلة (الإسبانية)
- كوستاس فازيلياديس على موقع كرة السلة الأوروبية.كوم (الإنجليزية)
- كوستاس فازيلياديس على موقع DraftExpress.com (الإنجليزية)
- كوستاس فازيلياديس على موقع ريلجم (الإنجليزية)
- كوستاس فازيلياديس على موقع بروبوليرز (الإنجليزية)
- كوستاس فازيلياديس على موقع سبورتس رفرنس (الإنجليزية)